# Nemopistha whellani
Nemopistha whellani är en insektsart som beskrevs av Bo Tjeder 1967. Nemopistha whellani ingår i släktet Nemopistha och familjen Nemopteridae. Inga underarter finns listade i Catalogue of Life.